# 張國英 (中華民國將領)
張國英（1917年1月26日—2001年1月15日），字俊華，安徽省阜陽縣（今阜南縣）人，中華民國陸軍二級上將。

## 生平
張國英於黃埔軍校第十二期畢業，復入陸軍大學第十八期受訓。1937年中日戰爭爆發，張國英投入戰場參戰。抗戰期間，張國英先後擔任過軍校助教、副區隊長、參謀、營長等職務。抗戰勝利後，第二次國共內戰旋即爆發，張國英領兵至中國東北地區與中國人民解放軍作戰，不幸於遼瀋戰役中敗北，其隨著所屬的部隊七十一軍撤退至山東省青島，張時任七十一軍上校作戰處長，後因掩護七十一軍從青島撤離大陸有功，深獲軍長劉安祺與總統蔣中正器重。
1950年，張國英的部隊從海南島撤往臺灣，張國英始任少將師長。1954年，任陸軍第十軍副軍長，負責戍守金門。1955年，升任第十軍中將軍長，成為政府遷台後最年輕的時任軍長。1958年，金門發生八二三炮戰，張國英兼任金門防衛部副司令。隔年返台，陸續擔任北軍團司令、參謀本部預備部隊訓練司令部司令、國防部常務次長、副參謀總長、陆军训练作战发展司令部司令等職務，期間曾赴美國陸軍指揮參謀學院及三軍大學將官班深造。1969年，張國英當選中國國民黨第十屆候補中央委員。
1973年，晉升陸軍二級上將，出任國防部陸軍司令部副司令。1974年代理陸軍總司令職務，後貶調任職聯合作戰訓練部主任。1981年，出任國防部副部長。1987年，轉任中華民國行政院退除役官兵輔導委員會主任委員。

## 褒揚令
陳總統水扁先生於民國90年3月5日明令褒揚總統府國策顧問、陸軍二級上將張國英，褒揚令全文如下：

　　總統府前國策顧問、陸軍二級上將張國英，懷忠蘊智，才猷練達。早歲卒業於中央軍校十二期，繼入陸軍大學深造，韜略優長，曉暢戎機。歷預抗戰、戡亂諸役，謀勇兼資，迭建殊勳。於青島綏靖區第三處處長任內，規劃軍民及戰略物資轉運來臺，運籌帷幄，獻替孔多。積功累擢師長、軍長，旋兼任金門防衛司令部副司令官。八二三臺海戰役期間，指揮若定，盡挫頑敵，固我金湯，為國干城。嗣晉階陸軍中將、上將，洊膺軍團司令、國防部常務次長、副參謀總長、陸軍副總司令、國防部聯合作戰訓練部主任、國防部副部長等職，忠勤任事，勞績卓著。復出任國軍退除役官兵輔導委員會主任委員，為健全榮民榮眷醫療體系，籌畫建制，裨益甚鉅。晚歲應聘國策顧問，翊贊中樞，勳猷益懋。綜其生平，公忠體國，勳業彪炳，武德景行，允足矜式。茲聞溘逝，軫悼良深，應予明令褒揚，以彰勳藎。

總　　　統　陳水扁　　　　

行政院院長　張俊雄　　　　

## 家庭
張國英與妻子張李瑞英育有六名子女，長子張光生。次子張中生曾任職亞洲通通訊公司董事長。四名女兒分別是張淑君、張文君、張惠君、張敏君，其中三女張惠君是前考試院院長關中的夫人，曾任職退輔會轉投資事業欣欣大眾百貨的總經理。張國英的妻子張李瑞英已於2002年9月3日逝世。